# Barralon
Barralon(e) war ein spanisches Volumenmaß und in Katalonien als Ölmaß in Gebrauch.
- 1 Barralon = 7 ½ Cortan = ½ Barral = 31,125 Liter
  - 1 Cortan = 4 Quarts = 16 Quartas = 4,15 Liter (auch 207,7 Pariser Kubikzoll = 4,12 Liter[1])